# Josef Ferdinand Toskánský
Josef Ferdinand Toskánský (německy: Joseph Ferdinand Salvator Maria Franz Leopold Anton Albert Johann Baptist Karl Ludwig Rupert Maria Auxilatrix von Österreich-Toskana 24. května 1872, Salcburk – 28. února nebo 28. srpna 1942, Vídeň) byl rakouský arcivévoda a následník trůnu zaniklého toskánského velkovévodství. Od mládí sloužil v c. k. armádě, za první světové války byl velitelem armádního sboru a nakonec samostatným vrchním velitelem 4. armády. V roce 1916 dosáhl hodnosti generálplukovníka, z východní fronty byl ale ještě téhož roku odvolán. Před zánikem Rakouska-Uherska zastával funkci generálního inspektora vojenského letectva (1917–1918), po roce 1918 žil v soukromí. 

## Život
Byl druhým synem posledního toskánského velkovévody Ferdinanda IV. a jeho druhé manželky Alice Bourbonsko-Parmské. Rodičům se narodil v rakouském exilu, kam se uchýlili po zániku velkovévodství. Od roku 1902, kdy Josefův starší bratr Leopold opustil Habsburský dům, se stal otcovým následníkem a dědicem titulu. Po otcově smrti však titul toskánského velkovévody nepřijal a soustředil se na vojenskou kariéru.
Po zrušení monarchie podepsal dokument, ve kterém se zřekl svých nároků na trůn a zůstal v Rakousku. Roku 1938 se dostal do koncentračního tábora Dachau, ze kterého byl za pomocí rodiny Hermanna Göringa po týdnu propuštěn.

## Vojenská kariéra

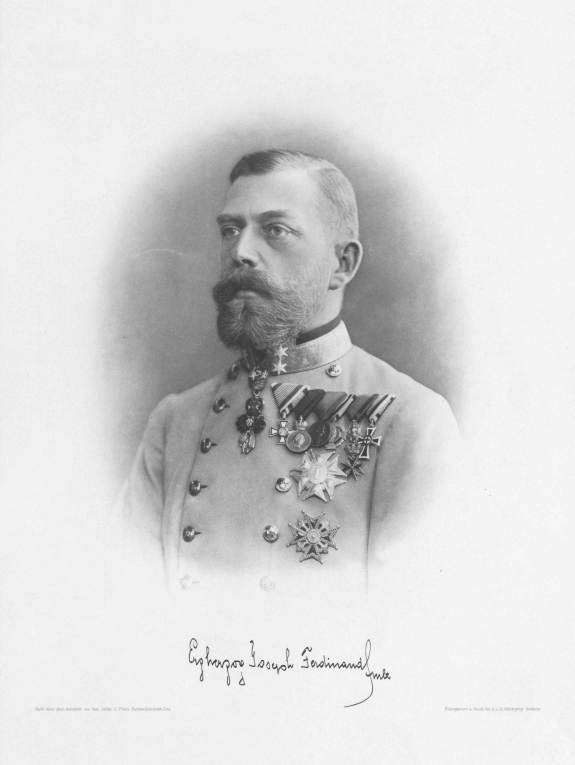
Arcivévoda Josef Ferdinand (1918)

První vojenskou průpravu získal na jezdecké kadetní škole v Hranicích, poté studoval na Tereziánské vojenské akademii ve Vídeňském Novém Městě, proslul svým jezdeckým uměním a také jako šermíř. V hodnosti poručíka nastoupil v roce 1892 k tyrolským myslivcům v Bregenzu. V roce 1894 získal hodnost nadporučíka a několik let sloužil u 93. pěšího pluku v Olomouci. Po dosažení plnoletosti se jako arcivévoda stal automaticky členem rakouské Panské sněmovny (1894). V letech 1895–1897 si doplnil vzdělání na Válečné škole (K.u.k. Kriegschule) ve Vídni, kterou dokončil v hodnosti kapitána a poté sloužil u 59. pěšího pluku v Salzburgu. V Salzburgu zůstal i v hodnosti majora (1897), ale vrátil se k jednotkám tyrolských myslivců. V roce 1903 byl povýšen na podplukovníka a stal se zástupcem velitele pěšího pluku č. 27 v Lublani. Jako plukovník (1905) převzal velení 93. pěšího pluku v Olomouci. Od roku 1905 byl také čestným majitelem pěšího pluku č. 45 dislokovaného v Přemyšlu.
V roce 1908 získal hodnost generálmajora a stal se velitelem 5. pěší brigády v Linzi, kde byl od roku 1911 velitelem 3. pěší divize. Mezitím byl povýšen na polního podmaršála (1911). Na začátku první světové války převzal velení 14. armádního sboru a k datu 1. srpna 1914 získal hodnost generála pěchoty. Se svým sborem byl zařazen do 3. armády generála Brudermanna a zúčastnil se bojů na východní frontě. Po značných početních ztrátách v prvních bojích o Halič byl 1. října 1914 povolán do vrchního velení 4. armády. V únoru 1916 byl povýšen do hodnosti generálplukovníka, krátce nato utrpěla 4. armáda obrovské ztráty během Brusilovovy ofenzívy. Arcivévoda Josef Ferdinand byl na nátlak vrchního velení spojeneckého Německa odvolán v červnu 1916 a odešel do ústraní. Po nástupu Karla I. mu byla nabídnuta nově zřízená funkce generálního inspektora vojenského letectva (Generalinspekteur der Luftstreitkräfte). I když se o letectví zajímal od mládí, v technických záležitostech se příliš neorientoval a jeho nominace narazila na odpor armádního velení. Do funkce byl nakonec jmenován v červenci 1917 a zastával ji až do zániku monarchie. K datu 1. prosince 1918 byl v armádě penzionován.

## Řády a vyznamenání

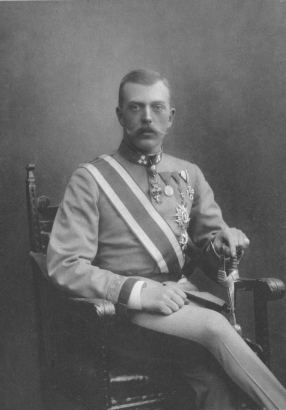
Arcivévoda Josef Ferdinand

Již v roce 1891 se stal rytířem prestižního Řád zlatého rouna, během vojenské služby obdržel řadu ocenění v Rakousku-Uhersku, ale i od zahraničních panovníků.

### Rakousko-Uhersko
- Řád zlatého rouna (1891)
- Jubilejní pamětní medaile (1898)
- Vojenský záslužný kříž III. třídy (1905)
- Vojenský jubilejní kříž (1908)
- Vojenská záslužná medaile (1911)
- Řád železné koruny I. třídy s válečnou dekorací (1914)
- velkokříž Leopoldova řádu s válečnou dekorací (1915)
- Vojenský záslužný kříž I. třídy s válečnou dekorací (1915)
- Vyznamenání za zásluhy o Červený kříž s válečnou dekorací (1915)

### Zahraničí
- velkokříž Řádu svatého Josefa (Toskánsko, 1892)
- Řád routové koruny (Sasko, 1893)
- velkokříž Leopoldova řádu (Belgie, 1904)
- velkokříž Řádu sv. Ferdinanda (Itálie, 1905)
- Řád svatého Huberta (Bavorsko, 1908)
- Řád černé orlice (Německo, 1910)
- Železný kříž II. třídy (Německo, 1915)
- Železný kříž I. třídy (Německo, 1915)
- Královský hohenzollernský domácí řád (Německo, 1915)

## Rodina
Josef Ferdinand byl dvakrát ženatý. Oba jeho sňatky byly morganatické. V roce 1921 se Rosou Kaltenbrunnerovou (1878–1929). Rozvedli se v roce 1928.
S druhou manželkou Getrudou (1902–1997), vnučkou politika Jana Tománka, měl dvě děti. 
- Klaudie (1930–2017), svobodná a bezdětná[16]
- Maxmilián (1932–2024)[17]

## Zájmy
Jako velký milovník lovů se roku 1903 vydal na loveckou výpravu do Egypta pod pseudonymem hrabě Buriano. Vlastnil balon, kterým roku 1909 uskutečnil let z Lince do francouzského Dieppe. Cestu zdolal za 16 hodin.

## Vývod z předků
|                           |                                   |  |                    |                                       |  |  |  |  |  |  |  | Leopold II. |
|                           |                                   |  |                    |                                       |  |  |  |  |  |  |  |             |
|                           | Ferdinand III. Toskánský          |  |                    |                                       |  |  |  |  |  |  |  |             |
|                           |                                   |  |                    |                                       |  |  |  |  |  |  |  |             |
|                           |                                   |  |                    | Marie Ludovika Španělská              |  |  |  |  |  |  |  |             |
|                           |                                   |  |                    |                                       |  |  |  |  |  |  |  |             |
|                           | Leopold II. Toskánský             |  |                    |                                       |  |  |  |  |  |  |  |             |
|                           |                                   |  |                    |                                       |  |  |  |  |  |  |  |             |
|                           |                                   |  |                    | Ferdinand I. Neapolsko-Sicilský       |  |  |  |  |  |  |  |             |
|                           |                                   |  |                    |                                       |  |  |  |  |  |  |  |             |
|                           | Luisa Marie Neapolsko-Sicilská    |  |                    |                                       |  |  |  |  |  |  |  |             |
|                           |                                   |  |                    |                                       |  |  |  |  |  |  |  |             |
|                           |                                   |  |                    | Marie Karolína Habsbursko-Lotrinská   |  |  |  |  |  |  |  |             |
|                           |                                   |  |                    |                                       |  |  |  |  |  |  |  |             |
|                           | Ferdinand IV. Toskánský           |  |                    |                                       |  |  |  |  |  |  |  |             |
|                           |                                   |  |                    |                                       |  |  |  |  |  |  |  |             |
|                           |                                   |  |                    | Ferdinand I. Neapolsko-Sicilský       |  |  |  |  |  |  |  |             |
|                           |                                   |  |                    |                                       |  |  |  |  |  |  |  |             |
|                           | František I. Neapolsko-Sicilský   |  |                    |                                       |  |  |  |  |  |  |  |             |
|                           |                                   |  |                    |                                       |  |  |  |  |  |  |  |             |
|                           |                                   |  |                    | Marie Karolína Habsbursko-Lotrinská   |  |  |  |  |  |  |  |             |
|                           |                                   |  |                    |                                       |  |  |  |  |  |  |  |             |
|                           | Marie Antonie Neapolsko-Sicilská  |  |                    |                                       |  |  |  |  |  |  |  |             |
|                           |                                   |  |                    |                                       |  |  |  |  |  |  |  |             |
|                           |                                   |  |                    | Karel IV. Španělský                   |  |  |  |  |  |  |  |             |
|                           |                                   |  |                    |                                       |  |  |  |  |  |  |  |             |
|                           | Marie Isabela Španělská           |  |                    |                                       |  |  |  |  |  |  |  |             |
|                           |                                   |  |                    |                                       |  |  |  |  |  |  |  |             |
|                           |                                   |  |                    | Marie Luisa Parmská                   |  |  |  |  |  |  |  |             |
|                           |                                   |  |                    |                                       |  |  |  |  |  |  |  |             |
| Josef Ferdinand Toskánský |                                   |  |                    |                                       |  |  |  |  |  |  |  |             |
|                           |                                   |  |                    |                                       |  |  |  |  |  |  |  |             |
|                           |                                   |  | Ludvík I. Etrurský |                                       |  |  |  |  |  |  |  |             |
|                           |                                   |  |                    |                                       |  |  |  |  |  |  |  |             |
|                           | Karel II. Parmský                 |  |                    |                                       |  |  |  |  |  |  |  |             |
|                           |                                   |  |                    |                                       |  |  |  |  |  |  |  |             |
|                           |                                   |  |                    | Marie Luisa Španělská                 |  |  |  |  |  |  |  |             |
|                           |                                   |  |                    |                                       |  |  |  |  |  |  |  |             |
|                           | Karel III. Parmský                |  |                    |                                       |  |  |  |  |  |  |  |             |
|                           |                                   |  |                    |                                       |  |  |  |  |  |  |  |             |
|                           |                                   |  |                    | Viktor Emanuel I.                     |  |  |  |  |  |  |  |             |
|                           |                                   |  |                    |                                       |  |  |  |  |  |  |  |             |
|                           | Marie Tereza Savojská             |  |                    |                                       |  |  |  |  |  |  |  |             |
|                           |                                   |  |                    |                                       |  |  |  |  |  |  |  |             |
|                           |                                   |  |                    | Marie Tereza Rakouská-Este            |  |  |  |  |  |  |  |             |
|                           |                                   |  |                    |                                       |  |  |  |  |  |  |  |             |
|                           | Alice Bourbonsko-Parmská          |  |                    |                                       |  |  |  |  |  |  |  |             |
|                           |                                   |  |                    |                                       |  |  |  |  |  |  |  |             |
|                           |                                   |  |                    | Karel X. Francouzský                  |  |  |  |  |  |  |  |             |
|                           |                                   |  |                    |                                       |  |  |  |  |  |  |  |             |
|                           | Karel Ferdinand Bourbonský        |  |                    |                                       |  |  |  |  |  |  |  |             |
|                           |                                   |  |                    |                                       |  |  |  |  |  |  |  |             |
|                           |                                   |  |                    | Marie Terezie Savojská                |  |  |  |  |  |  |  |             |
|                           |                                   |  |                    |                                       |  |  |  |  |  |  |  |             |
|                           | Luisa Marie Terezie z Artois      |  |                    |                                       |  |  |  |  |  |  |  |             |
|                           |                                   |  |                    |                                       |  |  |  |  |  |  |  |             |
|                           |                                   |  |                    | František I. Neapolsko-Sicilský       |  |  |  |  |  |  |  |             |
|                           |                                   |  |                    |                                       |  |  |  |  |  |  |  |             |
|                           | Marie Karolína Neapolsko-Sicilská |  |                    |                                       |  |  |  |  |  |  |  |             |
|                           |                                   |  |                    |                                       |  |  |  |  |  |  |  |             |
|                           |                                   |  |                    | Marie Klementina Habsbursko-Lotrinská |  |  |  |  |  |  |  |             |
|                           |                                   |  |                    |                                       |  |  |  |  |  |  |  |             |